# Serra del Castell (el Meüll)
La Serra del Castell és un serrat del municipi de Castell de Mur, al Pallars Jussà, dins del terme antic de Mur. Pertany a l'entorn del poble del Meüll.
Està situat a la part nord-occidental del terme municipal, al nord del Meüll i a llevant de Casa Sallamana i del Planell de Sallamana. És a ponent del Serrat de les Bancalades i del Serrat de Purredó.